# طائفة لورقة
طائفة لورقة هي إحدى ممالك الطوائف التي تأسست نحو عام 1228 في الأندلس أثناء فتنة الأندلس عندما أعلنت لورقة استقلالها عن إمارة بلنسية. وأول حاكم لها معن بن صمادح. وقد استمرت حتى سقطت بيد طائفة مرسية في عام 1250.

## حكام لورقة (بنو لبون)
- أبو محمد عبد الله بن لبون
- أبو عيسى بن لبون
- سعد الدولة أبو الإصبع بن لبون